# مهر و موم (مهر)

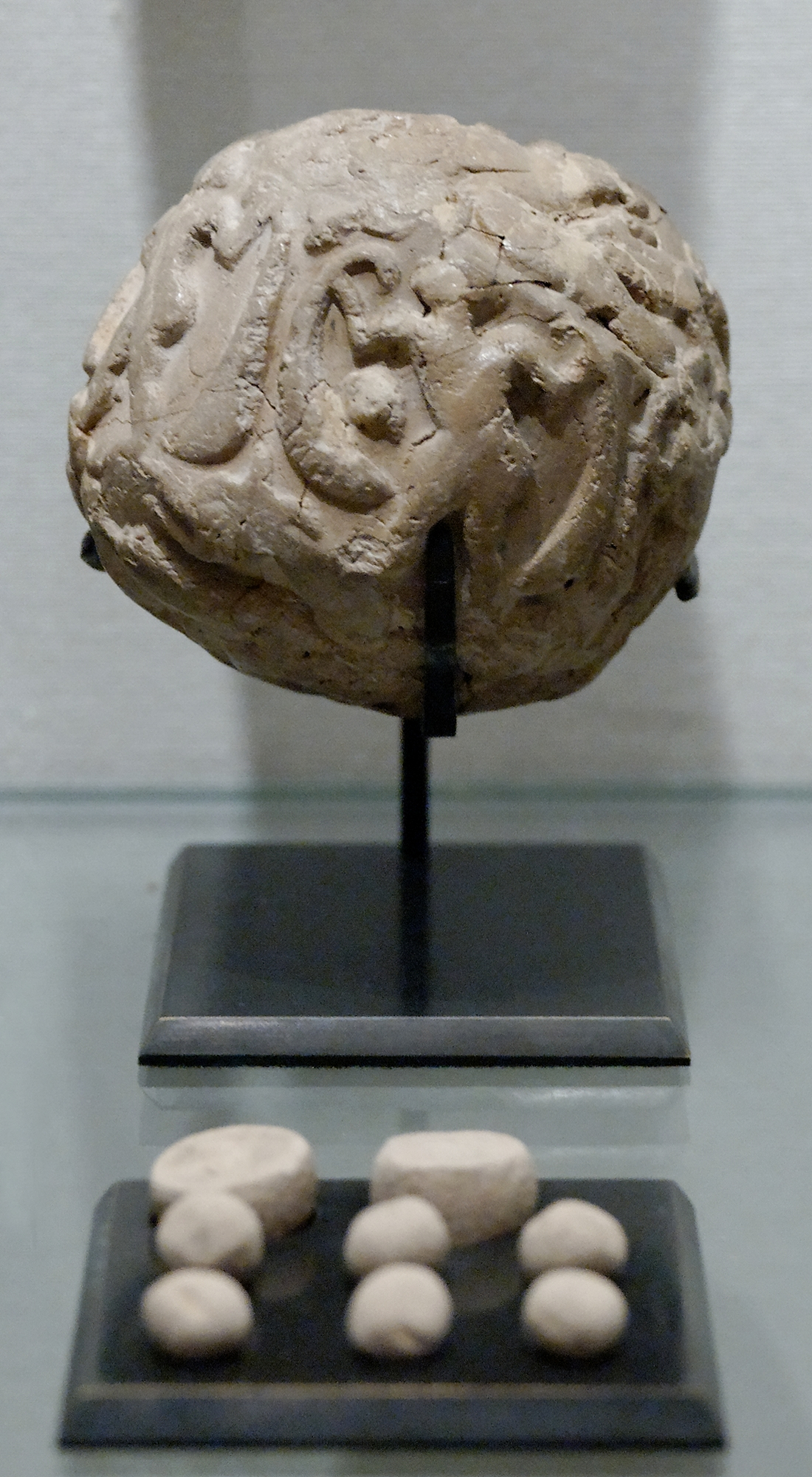
یک بولا (یا پاکت سفالی) و محتویات آن در موزه لوور به نمایش گذاشته شده‌است. دوره اوروک (۴۰۰۰–۳۱۰۰ قبل از میلاد).

بولا (انگلیسی: Bulla) خاک رس یا فلز نرم (مانند سرب یا قلع) یا ژتون قیر یا موم است که در اسناد تجاری و قانونی به‌عنوان شکلی از احراز هویت و برای مصون کردن هر چیزی که به آن متصل است استفاده می‌شود. که در فارسی به آن مُهْر و موم گفته می‌شود.